# Vincenzo dell'Aquila
Vincenzo dell'Aquila (L'Aquila, 1435 circa – L'Aquila, 7 agosto 1504) è stato un presbitero italiano dell'Ordine dei frati minori.
Fu beatificato, per equipollenza, da papa Pio VI nel 1787.

## Biografia
Abbracciò quattordicenne la vita religiosa nel convento francescano di San Giuliano all'Aquila: pronunciati i voti solenni, si ritirò a vita eremitica in una spelonca nei boschi del convento.

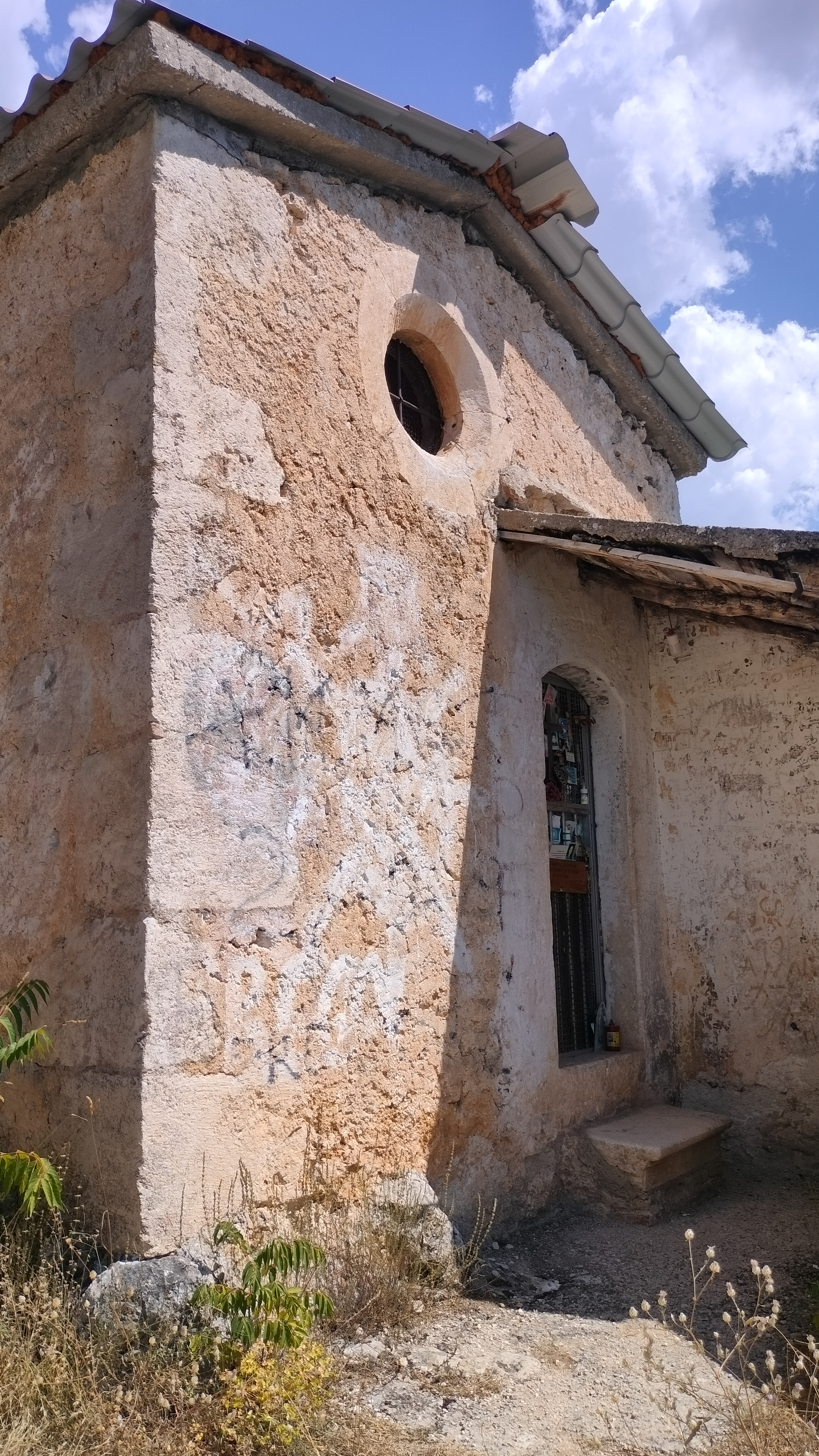
Eremo del Beato Vincenzo a L'Aquila

Gli vennero assegnati gli uffici più umili, come quello di calzolaio, e fu avviato alla questua. Fu in rapporti con il principe di Capua e con la regina Giovanna.
Fu assegnato dapprima al convento di Penne, poi a quello di Sulmona, ma poi tornò definitivamente alla casa di San Giuliano dove, afflitto dalla gotta, si spense: il suo corpo incorrotto è conservato nella chiesa conventuale di San Giuliano.

## Culto
Il suo esempio fu di ispirazione per la giovane di Lucoli Mattia Ciccarelli, che divenne monaca agostiniana con il nome di suor Cristina e che riferì di aver visto l'anima di Vincenzo salire in cielo la notte della sua morte.
Ebbe fama di essere dotato di spirito profetico: predisse il reame al duca di Calabria.
Il suo culto fu confermato da papa Pio VI il 19 settembre 1787.
Il suo elogio si legge nel Martirologio romano al 7 agosto.